# Wyświetlacz ciekłokrystaliczny

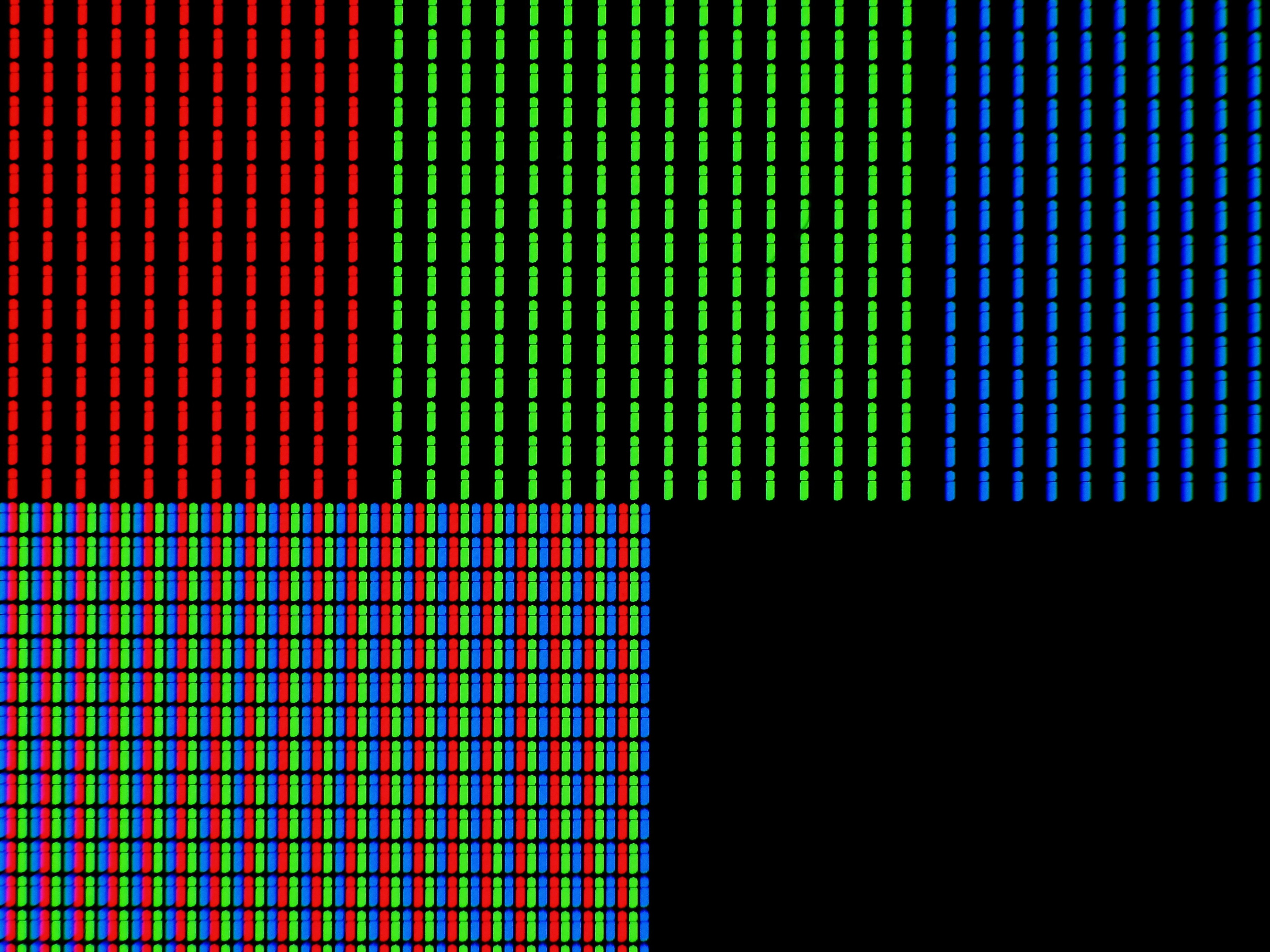
Powiększenie pikseli na wyświetlaczu ciekłokrystalicznym. Na górze kolory podstawowe – od lewej czerwony, zielony, niebieski. Na dole od lewej biały i czarny

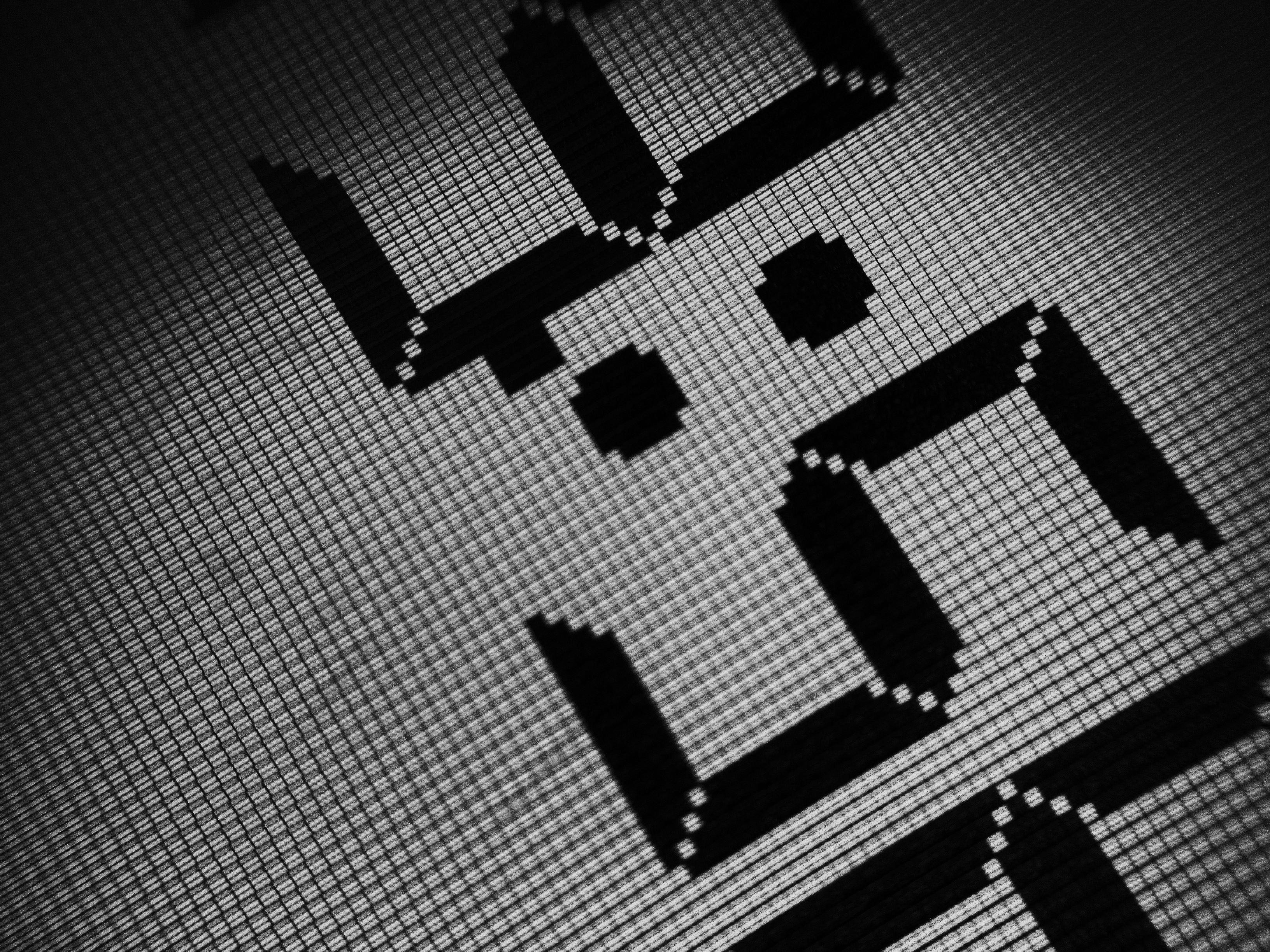
Zbliżenie na monochromatyczny wyświetlacz ciekłokrystaliczny zegarka elektronicznego

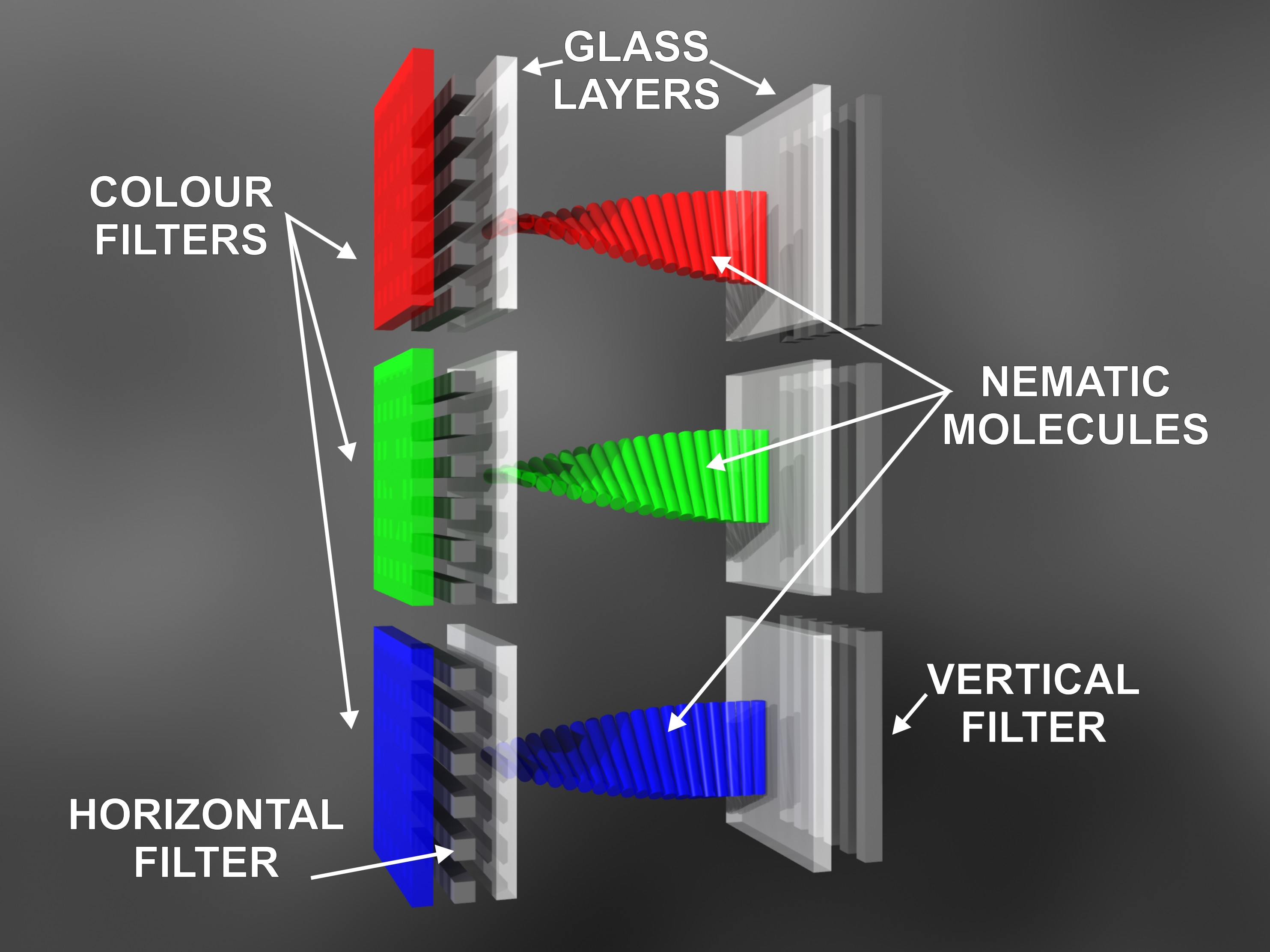
Budowa standardowego wyświetlacza ciekłokrystalicznego (przekrój). Od lewej: filtr koloru, filtr poziomy, warstwy szkła, molekuły kinetyczne, filtr pionowy

Wyświetlacz ciekłokrystaliczny, LCD (od ang. liquid-crystal display) – urządzenie wyświetlające obraz, którego zasada działania oparta jest na zmianie polaryzacji światła na skutek zmian orientacji cząsteczek ciekłego kryształu pod wpływem przyłożonego pola elektrycznego.

## Historia
W trakcie badań biologicznych w 1888 roku Friedrich Reinitzer zupełnie przez przypadek odkrył ciekły kryształ. Dalsze długoletnie badania własności ciekłych kryształów wykazały możliwość sterowania własnościami optycznymi tej substancji, co umożliwiło skonstruowanie pierwszego wyświetlacza ciekłokrystalicznego w roku 1964 (George H. Heilmeier) przez firmę RCA.
W 1972 roku Westinghouse złożył patent na pierwszy kolorowy ekran LCD wykonany w technologii TFT, natomiast dopiero w 1982 powstał pierwszy komercyjny kieszonkowy telewizor zbudowany przez Seiko-Epson, a cztery lata później ta sama firma wprowadziła pierwszy projektor TFT LCD. W roku 1989 na wystawie Funkausstellung w Berlinie firma Hitachi zademonstrowała prototyp ekranu LCD o przekątnej 10 cali, który był później montowany w laptopach. Produkcja została podjęta w zakładach Mohara w Japonii, gdzie od pewnego czasu były wytwarzane w tej samej technice ekrany o przekątnej 5 cali. Cena ekranu 10-calowego prawdopodobnie kształtowała się w przedziale 1400–2000 dolarów. Pierwszy ekran typu IPS pojawił się w 1994 r. za sprawą Hitachi, typu MVA po 2 latach wprowadził Fujitsu, a PVA po kolejnych 2 latach – Samsung.
Pierwsze monitory z ekranem TFT LCD, za sprawą firmy Hoshiden, weszły na rynek w latach 1995–1996, natomiast telewizory z tego typu ekranami o przekątnej ponad 10″ pojawiły się w 1999 roku za sprawą Sharpa, a już kilka lat później były dostępne modele o przekątnej 40″ i 50″.

## Konstrukcja i działanie

Pasywny wyświetlacz LCD oparty na skręconej fazie nematycznej (TN)

Wszystkie rodzaje wyświetlaczy ciekłokrystalicznych składają się z czterech podstawowych elementów:
1. komórek, w których zatopiona jest niewielka ilość ciekłego kryształu,
2. elektrod będących źródłem pola elektrycznego działającego bezpośrednio na ciekły kryształ,
3. dwóch cienkich folii, z których jedna pełni rolę polaryzatora, a druga – analizatora,
4. źródła światła.

Zasadę działania wyświetlacza najłatwiej jest prześledzić na przykładzie pasywnego wyświetlacza odbiciowego, ze skręconą fazą nematyczną. W wyświetlaczu tym światło wnikające do niego jest wstępnie polaryzowane pionowo przez filtr polaryzacyjny (1), następnie przechodzi przez szklaną elektrodę (2) i warstwę ciekłego kryształu (3). Specjalne mikrorowki na elektrodach (2 i 4) wymuszają takie uporządkowanie cząsteczek tworzących warstwę ciekłokrystaliczną, aby przy wyłączonej elektrodzie nastąpiło obrócenie polaryzacji światła o 90°. Dzięki temu światło może przejść przez folię (5) pełniącą rolę analizatora światła, która przepuszcza tylko światło spolaryzowane poziomo, odbić się od lustra (6), przejść ponownie przez analizator (5), ulec ponownej zmianie polaryzacji o 90° na warstwie ciekłego kryształu i ostatecznie opuścić bez przeszkód wyświetlacz, przez górną folię polaryzacyjną. Po przyłożeniu napięcia do elektrod, generowane przez nie pole elektryczne wymusza taką zmianę uporządkowania cząsteczek w warstwie ciekłego kryształu, że nie obraca ona polaryzacji światła. Powoduje to, że światło nie przechodzi przez analizator, co daje efekt czerni.

## Rodzaje paneli LCD

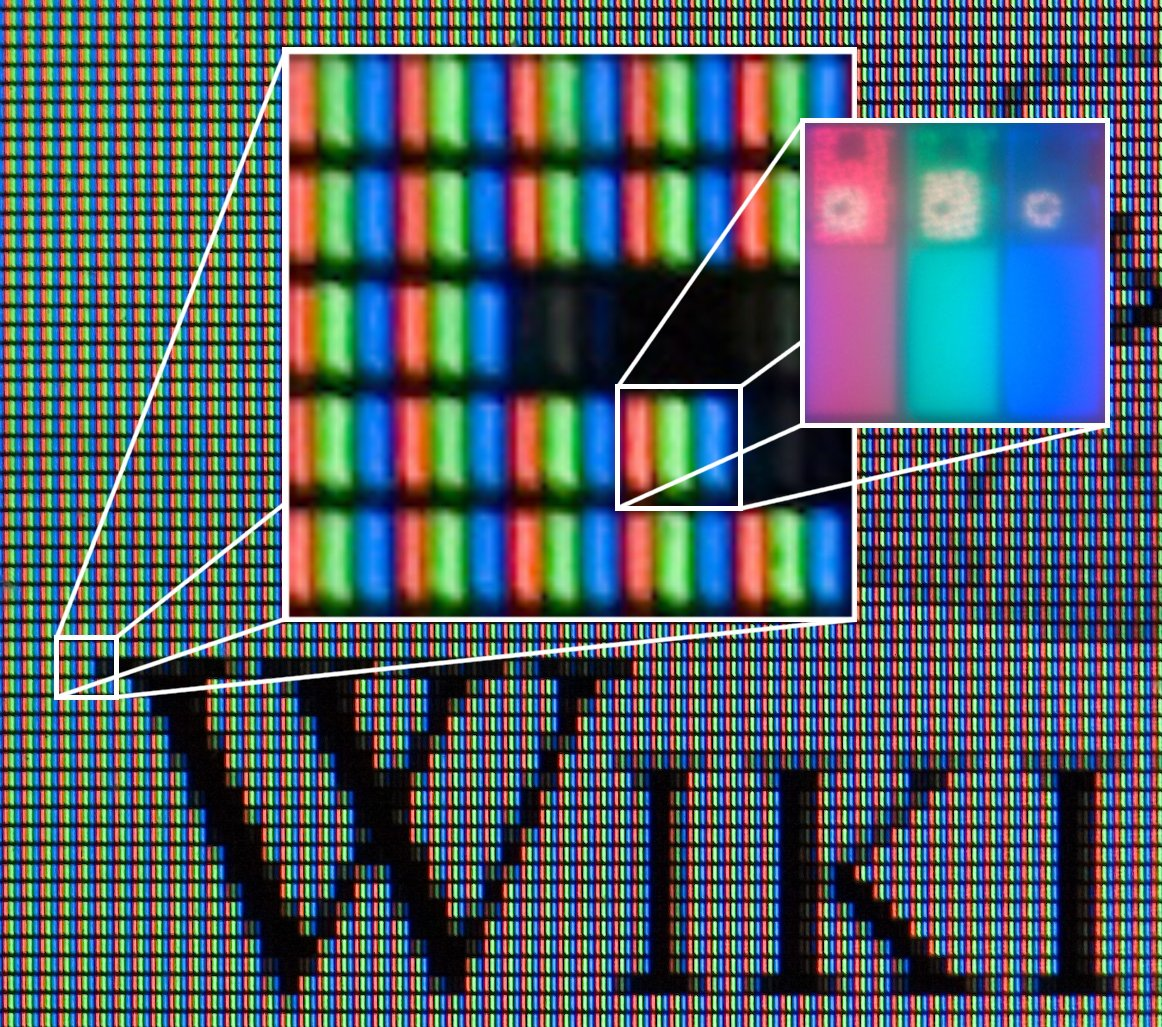
Ekran komputerowy w zbliżeniu pozwalającym na dostrzeżenie niewidocznych gołym okiem pikseli i ich części składowych

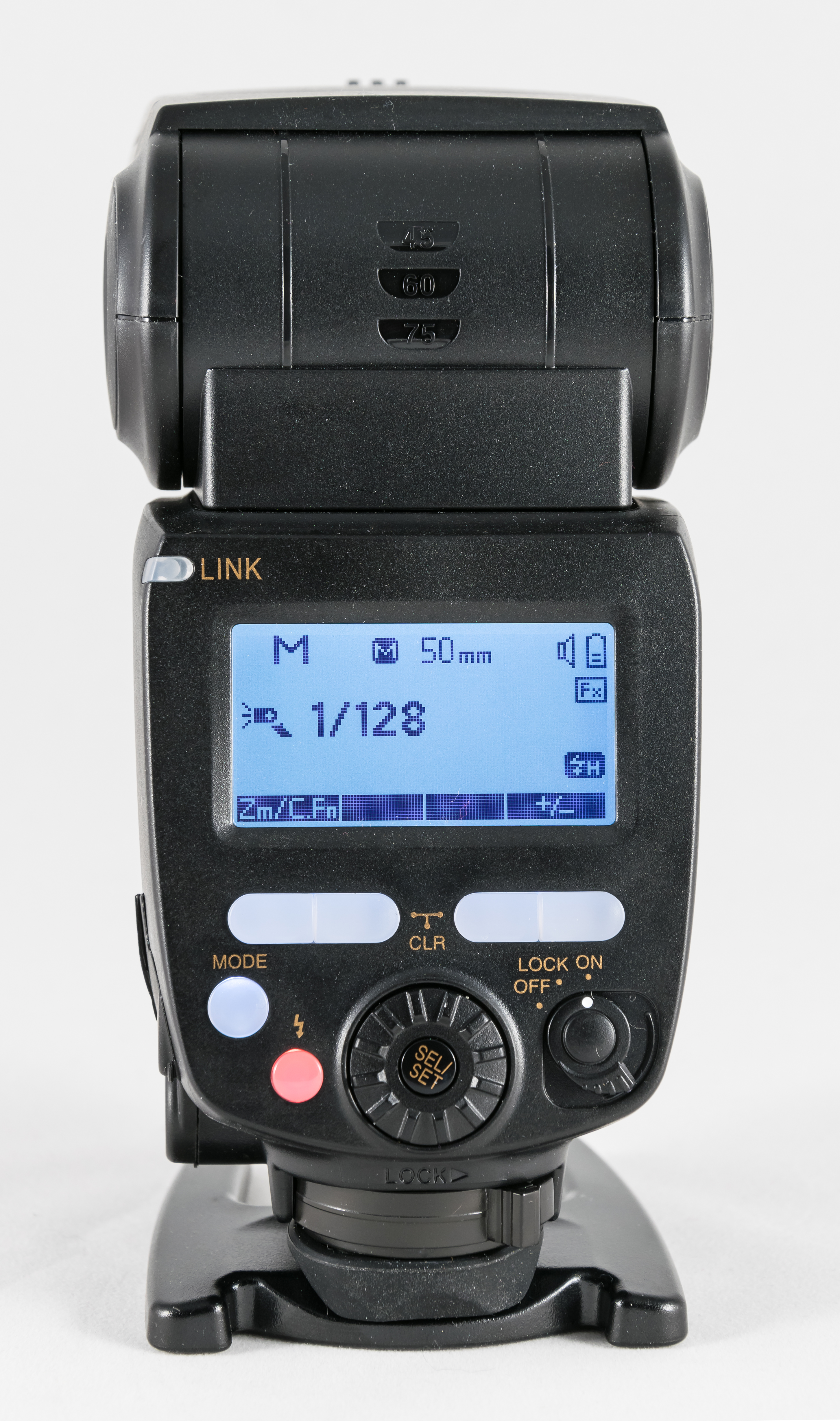
Lampa błyskowa z wyświetlaczem na tylnej ściance

Wyświetlacze ciekłokrystaliczne mogą pracować w trybie transmisyjnym, odbiciowym (reflektywnym) lub administracyjnym (transreflektywnym).
Wyświetlacze transmisyjne są oświetlane z jednej strony, a powstające na nich obrazy ogląda się od drugiej strony. Stąd aktywne piksele w takich wyświetlaczach są zawsze ciemne, a nieaktywne jasne. Tego typu wyświetlacze są stosowane, gdy potrzebna jest duża intensywność obrazu, na przykład w projektorach multimedialnych lub monitorach komputerowych. Wyświetlacze transmisyjne są zwykle stosowane razem z aktywnymi matrycami, choć czasem są też stosowane bierne wyświetlacze transmisyjne np. w zegarkach z uchylnymi wyświetlaczami.
Wyświetlacze odbiciowe (reflektywne) posiadają na swoim dnie lustro, które odbija dochodzące do powierzchni wyświetlacza światło. Tego rodzaju wyświetlacze mogą pracować wyłącznie w trybie biernym i posiadają zwykle niezbyt dużą intensywność generowanego obrazu, ale za to pobierają bardzo małe ilości energii. Są one najczęściej stosowane w kalkulatorach i zegarkach, aczkolwiek czasami można je też spotkać w przenośnych komputerach i palmtopach.
Istnieją także wyświetlacze transreflektywne, które posiadają zalety obu trybów. Przy włączonym podświetleniu obraz na nich ma dużą jasność, natomiast w celu zmniejszenia poboru mocy podświetlenie można wyłączyć i przejść w tryb odbiciowy. Wyświetlacze transreflektywne są praktycznie niestosowane w urządzeniach większych niż palmtopy.
Każdy panel LCD wyświetla określoną liczbę kolorów wyrażoną w bitach nazywaną głębią koloru. Najczęściej stosowanymi (dla jednego z 3 kolorów składowych RGB) są panele:
- 6-bitowe (18 bit RGB),
- 8-bitowe (24 bit RGB),
- 10-bitowe (30 bit RGB),
- 12-bitowe (36 bit RGB),
- 14-bitowe (42 bit RGB),
- 16-bitowe (48 bit RGB),
- 18-bitowe (54 bit RGB).

## Wyświetlacze eksperymentalne

### Wyświetlacze oparte na fazie SmGC*
W zależności od rodzaju użytej fazy ciekłokrystalicznej rozróżnia się wyświetlacze nematyczne (N), nematyczne skręcone (N*) i smektyczne C skręcone (SmC*).
Wyświetlacze nematyczne i nematyczne skręcone, są z natury zawsze monochromatyczne. Aby uzyskać z ich pomocą barwne obrazy konieczne jest albo stosowanie filtrów (w przypadku wyświetlaczy z matrycą bierną), albo źródeł światła o określonym kolorze. Ze względu na to, że w wyświetlaczach o dużej rozdzielczości z matrycą aktywną każdy wyświetlany piksel musi posiadać własne źródło światła (zwykle w formie diod LED), wymagane jest zastosowanie minimum trzech takich źródeł o różnej barwie (zwykle czerwonej, zielonej i niebieskiej) na każdy wyświetlany piksel, co bardzo komplikuje produkcję takich wyświetlaczy i ogranicza ich maksymalną rozdzielczość. Kolejną wadą wyświetlaczy nematycznych jest to, że działają one tylko w dwóch trybach – każdy piksel może być więc albo włączony, albo wyłączony – co powoduje, że uzyskiwanie efektów szarości lub różnej intensywności kolorów wymaga sterowania intensywnością światła emitowanego przez diody, co dodatkowo komplikuje konstrukcję tych wyświetlaczy.
Faza SmC* oprócz możliwości zmiany kierunku polaryzacji światła posiada też zdolność selektywnej zmiany barwy i intensywności przepuszczanego światła. Powoduje to, że tego rodzaju wyświetlacze mogą okazać się znacznie prostsze w produkcji (tylko jedna celka i dioda na jeden piksel), posiadać większą intensywność generowanych obrazów – nawet przy pracy w trybie biernym. Problemem jest tylko znalezienie mieszanin związków, które z jednej strony będą posiadać szeroki zakres temperaturowy występowania fazy SmC*, a z drugiej będą miały tzw. liniową charakterystykę odpowiedzi na zmiany intensywności lub kierunku pola elektrycznego.

### Wyświetlacze ultracienkie i niewymagające zewnętrznego zasilania
Marzeniem wielu osób zajmujących się rozwojem wyświetlaczy ciekłokrystalicznych jest uzyskanie jak najcieńszych i jednocześnie pobierających jak najmniejszą moc urządzeń. Ideałem byłoby urządzenie niepobierające energii w ogóle i cienkie jak papier – tak zwany papier elektroniczny.
Pierwsze tego rodzaju urządzenie zostało zaprezentowane w 2000 roku przez firmę ZBD Displays Limited, ale technologia jego produkcji okazała się na tyle droga i skomplikowana, że nie zostało ono nigdy wdrożone do masowej produkcji.
Od lipca 2003 na Tajwanie rozpoczęto produkcję, na bazie dokonań francuskiej firmy Nemoptic, na większą skalę tego rodzaju urządzenia, na razie o wielkości znaczka pocztowego. Nie jest to jednak „papier elektroniczny” w pełnym tego słowa znaczeniu – ze względu na trudności z produkcją wyświetlaczy o większej powierzchni. Wyświetlacze te, jak na razie, mają szansę zastąpić stare wyświetlacze odbiciowe stosowane w kalkulatorach i zegarkach, gdyż są mniej szkodliwe dla oczu i lżejsze.